# Nymphon proximum
Nymphon proximum is een zeespin uit de familie Nymphonidae. De soort behoort tot het geslacht Nymphon. Nymphon proximum werd in 1915 voor het eerst wetenschappelijk beschreven door Calman. 